# Anna Nikolajewna Kalinskaja
Anna Nikolajewna Kalinskaja (russisch Анна Николаевна Калинская, englische Schreibweise Anna Kalinskaya; * 2. Dezember 1998 in Moskau) ist eine russische Tennisspielerin.

## Karriere
Kalinskaja, die am liebsten auf Hartplätzen spielt, begann im Alter von fünf Jahren mit dem Tennisspielen. Im Nachwuchsbereich zählte sie zu den besten ihres Jahrgangs und kletterte bis auf Platz drei der Junioren-Tennisweltrangliste vor. 2014 und 2015 konnte sie sowohl Einzel- als auch mit Jewgenija Lewaschowa sowie Tereza Mihalíková zusammen Doppelkonkurrenz der Prince George’s County International Hard Court Junior Tennis Championships für sich entscheiden. An der Seite von Mihalíková triumphierte sie dann 2016 auch nach einem Finalerfolg über Dajana Jastremska und Anastasia Zarycká in der Nachwuchskonkurrenz der Australian Open. Zudem stand sie 2015 im Einzelfinale des Juniorenwettbewerbs der French Open, scheiterte dort im Endspiel aber an Paula Badosa.
Bereits 2014 gab sie in Moskau ihr Debüt auf der WTA Tour, nachdem sie von den Organisatoren des Turniers eine Wildcard für die Qualifikation erhalten hatte. Jedoch schied sie dort bereits in der ersten Runde aus. 2015 spielte Kalinskaja erste Turniere auf dem ITF Women’s Circuit, auf dem sie bislang sieben ITF-Turniere im Einzel und neun im Doppel gewinnen konnte. Nachdem Kalinskaja 2016 ihre ersten vier Einzeltitel, drei davon in der $25.000-Kategorie errang, durfte sie abermals in Moskau mit einer Wildcard, diesmal aber für das Hauptfeld an den Start gehen, verlor aber schon zum Auftakt. Bei den Australian Open 2017 war Kalinskaja dann zum ersten Mal für die Qualifikation zu einem Grand-Slam-Turnier startberechtigt, doch verlor sie auch dort in der ersten Runde. In Kuala Lumpur gewann sie anschließend aus der Qualifikation kommend gegen Caroline Garcia ihr erstes Hauptrundenmatch auf der WTA Tour.
2018 qualifizierte sie sich bei den Australian Open erstmals für das Hauptfeld eines Grand-Slam-Turniers, unterlag aber zum Auftakt. Im Jahr darauf gewann Kalinskaja in Saint-Gaudens bei einem ITF-Turnier der $60.000-Kategorie ihren bislang größten Titel, bevor sie in Washington aus der Qualifikation kommend ihr erstes WTA-Halbfinale erreichte. Auch für die anschließenden US Open gelang ihr die erfolgreiche Qualifikation für die Hauptrunde. In der ersten Runde konnte sie dort gegen Sloane Stephens ihren ersten Sieg gegen eine Spielerin aus den Top 10 der Weltrangliste feiern. Es war gleichzeitig Kalinskajas erster Erfolg im Hauptfeld eines Grand-Slam-Turniers. Mit Position 96 schloss sie die Saison 2019 mit ihrer bis dahin besten Weltranglistenplatzierung ab. Auch im Doppel war es für Kalinskaja, die in Prag gemeinsam mit Viktória Kužmová nach Finalsieg über Nicole Melichar und Květa Peschke ihren ersten WTA-Titel erringen konnte, nachdem sich die beiden zuvor im Endspiel von St. Petersburg noch Jekaterina Makarowa und Margarita Gasparjan geschlagen geben mussten, eine erfolgreiche Saison.
2021 stand sie mit wechselnden Partnerinnen in zwei weiteren Doppelfinals auf der WTA Tour. Zu Saisonbeginn scheiterte sie mit Kužmová zusammen bei den Yarra Valley Classic in Melbourne noch an Shuko Aoyama und Ena Shibahara. In Portorož konnte sie dann an der Seite ihrer früheren Juniorenpartnerin Tereza Mihalíková mit einem Sieg über Aleksandra Krunić und Lesley Pattinama Kerkhove ihren zweiten WTA-Doppeltitel verbuchen. Im Einzel zeigte sich Kalinskaja nach zunächst wechselhaften Ergebnissen zum Abschluss des Jahres mit dem Erreichen des Achtelfinals beim WTA 1000-Turnier in Indian Wells stark formverbessert. Anfang 2022 gelang ihr ei ihrer zweiten Finalteilnahme mit dem Sieg beim WTA 500-Turnier in St. Petersburg bgemeinsam mit Caty McNally ihr bis dahin größter Erfolg. Im Endspiel setzten sich die beiden gegen Alicja Rosolska und Erin Routliffe durch.
2017 gab Kalinskaja beim 4:1-Viertelfinalsieg gegen Taiwan ihren Einstand für die russische Fed-Cup-Mannschaft. Seitdem hat sie für ihr Land vier Begegnungen im Einzel und Doppel bestritten, von denen sie zwei im Doppel gewinnen konnte (Einzelbilanz 0:1).

## Turniersiege

### Einzel
| Nr. | Datum            | Turnier       | Kategorie      | Belag             | Finalgegnerin              | Ergebnis      |
| --- | ---------------- | ------------- | -------------- | ----------------- | -------------------------- | ------------- |
| 1.  | 30. April 2016   | Schymkent     | ITF $10.000    | Sand              | Ilona Kremen               | 6:4, 6:2      |
| 2.  | 11. Juni 2016    | Minsk         | ITF $25.000    | Sand              | Wera Lapko                 | 6:4, 6:3      |
| 3.  | 17. Juli 2016    | Aschaffenburg | ITF $25.000    | Sand              | Dalila Jakupović           | 6:3, 2:6, 6:2 |
| 4.  | 27. August 2016  | Charkiw       | ITF $25.000    | Sand              | Valentini Grammatikopoulou | 6:4, 1:6, 6:1 |
| 5.  | 23. Oktober 2017 | Óbidos        | ITF $25.000    | Teppich           | Magdalena Fręch            | 6:3, 6:3      |
| 6.  | 6. Januar 2019   | Playford      | ITF W25        | Hartplatz         | Jelena Rybakina            | 6:4, 6:4      |
| 7.  | 19. Mai 2019     | Saint-Gaudens | ITF W60        | Sand              | Ana Bogdan                 | 6:3, 6:4      |
| 8.  | 5. November 2023 | Midland       | WTA Challenger | Hartplatz (Halle) | Jana Fett                  | 7:5, 6:4      |

### Doppel
| Nr. | Datum              | Turnier           | Kategorie         | Belag             | Partnerin                  | Finalgegnerinnen                             | Ergebnis            |
| --- | ------------------ | ----------------- | ----------------- | ----------------- | -------------------------- | -------------------------------------------- | ------------------- |
| 1.  | 31. Januar 2015    | Sunrise           | ITF $25.000       | Sand              | Katerina Stewart           | Paula Cristina Gonçalves Beatriz Haddad Maia | 7:66, 5:7, [10:6]   |
| 2.  | 1. April 2016      | Manama            | ITF $10.000       | Hartplatz         | Tereza Mihalíková          | Katharina Hering Kimberley Zimmermann        | 7:5, 6:3            |
| 3.  | 15. Mai 2016       | Trnava            | ITF $100.000      | Sand              | Tereza Mihalíková          | Jewgenija Rodina Anastasija Sevastova        | 6:1, 7:64           |
| 4.  | 17. Juni 2016      | Minsk             | ITF $25.000       | Sand              | Valentini Grammatikopoulou | Ulrikke Eikeri Laura Pigossi                 | 4:6, 6:1, [10:2]    |
| 5.  | 24. Juli 2016      | Darmstadt         | ITF $25.000       | Sand              | Valentini Grammatikopoulou | Anita Husarić Dalila Jakupovic               | 6:4, 6:1            |
| 6.  | 11. November 2016  | Minsk             | ITF $25.000       | Hartplatz (Halle) | Nika Schytkouskaja         | Ilona Kremen Wera Lapko                      | 6:2, 6:3            |
| 7.  | 6. August 2017     | Bad Saulgau       | ITF $25.000+H     | Sand              | İpek Soylu                 | Nicoleta-Cătălina Dascălu Cristina Dinu      | 6:2, 6:2            |
| 8.  | 17. März 2018      | Shenzhen          | ITF $60.000       | Hartplatz         | Viktória Kužmová           | Danka Kovinić Wang Xinyu                     | 6:4, 1:6, [10:7]    |
| 9.  | 31. März 2018      | Croissy-Beaubourg | ITF $60.000       | Hartplatz (Halle) | Viktória Kužmová           | Petra Krejsová Jesika Malečková              | 7:65, 6:1           |
| 10. | 3. Mai 2019        | Prag              | WTA International | Sand              | Viktória Kužmová           | Nicole Melichar Květa Peschke                | 4:6, 7:5, [10:7]    |
| 11. | 19. September 2021 | Portorož          | WTA 250           | Hartplatz         | Tereza Mihalíková          | Aleksandra Krunić Lesley Pattinama Kerkhove  | 4:6, 6:2, [12:10]   |
| 12. | 13. Februar 2022   | St. Petersburg    | WTA 500           | Hartplatz (Halle) | Catherine McNally          | Alicja Rosolska Erin Routliffe               | 6:3, 6:75, [10:4]   |
| 13. | 4. Mai 2025        | Madrid            | WTA 1000          | Sand              | Sorana Cîrstea             | Weronika Kudermetowa Elise Mertens           | 6:710, 6:2, [12:10] |

## Karrierestatistik und Turnierbilanz

### Einzel
Die letzte Aktualisierung erfolgte nach dem WTA-Turnier in Berlin 2025.
| Turnier                      | 2014             | 2015             | 2016             | 2017             | 2018             | 2019             | 2020              | 2021              | 2022              | 2023              | 2024      | 2025      | T / T       | S/N         | Sieg%       |
| ---------------------------- | ---------------- | ---------------- | ---------------- | ---------------- | ---------------- | ---------------- | ----------------- | ----------------- | ----------------- | ----------------- | --------- | --------- | ----------- | ----------- | ----------- |
| Australian Open              | –                | –                | –                | Q1               | 1                | 1                | 1                 | Q2                | Q1                | 1                 | VF        | –         | 0 / 5       | 4:5         | 44 %        |
| French Open                  | –                | –                | –                | Q1               | Q3               | Q1               | 1                 | Q1                | 1                 | –                 | 2         | 1         | 0 / 4       | 1:4         | 20 %        |
| Wimbledon                    | –                | –                | –                | Q1               | Q3               | 1                | n. a.             | 1                 | –                 | –                 | AF        | 2         | 0 / 4       | 4:4         | 50 %        |
| US Open                      | –                | –                | –                | Q1               | 1                | 2                | 2                 | Q2                | 2                 | 2                 | 3         |           | 0 / 6       | 6:6         | 50 %        |
| Doha                         | –                | a. K.            | –                | a. K.            | –                | a. K.            | –                 | a. K.             | –                 | a. K.             | 1         | 1         | 0 / 2       | 0:2         | 0 %         |
| Dubai                        | a. K.            | –                | a. K.            | –                | a. K.            | –                | a. K.             | –                 | a. K.             | Q1                | F         | 1         | 0 / 2       | 5:2         | 71 %        |
| Indian Wells                 | –                | –                | –                | –                | –                | –                | n. a.             | AF                | 3                 | 2                 | 3         | 1         | 0 / 5       | 7:5         | 58 %        |
| Miami                        | –                | –                | –                | –                | –                | –                | n. a.             | 3                 | 3                 | 2                 | AF        | 3         | 0 / 5       | 8:3         | 73 %        |
| Madrid                       | –                | –                | –                | –                | –                | –                | n. a.             | Q1                | –                 | 3                 | 2         | 3         | 0 / 3       | 3:3         | 50 %        |
| Rom                          | –                | –                | –                | –                | –                | –                | Q2                | –                 | –                 | 3                 | 3         | 2         | 0 / 3       | 3:3         | 50 %        |
| Kanada                       | –                | –                | –                | –                | –                | –                | n. a.             | –                 | –                 | –                 | AF        |           | 0 / 1       | 2:1         | 67 %        |
| Cincinnati                   | –                | –                | –                | –                | –                | –                | 1                 | –                 | 2                 | –                 | 2         |           | 0 / 3       | 2:3         | 40 %        |
| Guadalajara                  | n. a. bzw. a. K. | n. a. bzw. a. K. | n. a. bzw. a. K. | n. a. bzw. a. K. | n. a. bzw. a. K. | n. a. bzw. a. K. | n. a. bzw. a. K.  | n. a. bzw. a. K.  | VF                | –                 | a. K.     | a. K.     | 0 / 1       | 3:1         | 75 %        |
| Peking                       | –                | –                | –                | –                | –                | –                | nicht ausgetragen | nicht ausgetragen | nicht ausgetragen | Q2                | AF        |           | 0 / 1       | 2:1         | 67 %        |
| Wuhan                        | –                | –                | –                | –                | –                | –                | nicht ausgetragen | nicht ausgetragen | nicht ausgetragen | nicht ausgetragen | 2         |           | 0 / 1       | 1:1         | 50 %        |
| Billie Jean King Cup         | –                | –                | –                | –                | PO               | –                | –                 | –                 | –                 | –                 | –         | –         | 0 / 1       | 0:1         | 0 %         |
| Statistik                    | Statistik        | Statistik        | Statistik        | Statistik        | Statistik        | Statistik        | Statistik         | Statistik         | Statistik         | Statistik         | Statistik | Statistik | S/N         | S/N         | Sieg%       |
| Turnierteilnahmen            | 1                | 9                | 17               | 26               | 23               | 20               | 8                 | 23                | 20                | 19                | 20        | 13        | Gesamt: 199 | Gesamt: 199 | Gesamt: 199 |
| Erreichte Finals             | 0                | 2                | 8                | 2                | 1                | 2                | 0                 | 0                 | 0                 | 2                 | 2         | 0         | Gesamt: 19  | Gesamt: 19  | Gesamt: 19  |
| Gewonnene Titel              | 0                | 0                | 4                | 1                | 0                | 2                | 0                 | 0                 | 0                 | 1                 | 0         | 0         | Gesamt: 8   | Gesamt: 8   | Gesamt: 8   |
| Hartplatz-Siege/-Niederlagen | 0:1              | 13:4             | 9:5              | 13:11            | 18:14            | 23:10            | 8:6               | 24:14             | 23:11             | 21:15             | 28:12     | 4:7       | 184:110     | 184:110     | 63 %        |
| Sand-Siege/-Niederlagen      | 0:0              | 6:4              | 35:7             | 9:9              | 7:6              | 8:5              | 1:2               | 3:7               | 2:6               | 7:3               | 3:5       | 5:4       | 86:58       | 86:58       | 60 %        |
| Rasen-Siege/-Niederlagen     | 0:0              | 0:0              | 0:0              | 2:3              | 3:3              | 9:5              | 0:0               | 3:2               | 2:3               | 0:0               | 7:2       | 0:1       | 26:19       | 26:19       | 58 %        |
| Teppich-Siege/-Niederlagen   | 0:0              | 0:0              | 0:0              | 11:3             | 0:0              | 0:0              | 0:0               | 0:0               | 0:0               | 0:0               | 0:0       | 0:0       | 11:3        | 11:3        | 79 %        |
| Gesamt-Siege/-Niederlagen    | 0:1              | 19:8             | 44:12            | 35:26            | 28:23            | 40:20            | 9:8               | 30:23             | 27:20             | 28:18             | 38:19     | 9:12      | 307:190     | 307:190     | 62 %        |
| Sieg%                        | 0 %              | 70 %             | 79 %             | 57 %             | 55 %             | 67 %             | 53 %              | 57 %              | 57 %              | 61 %              | 67 %      | 43 %      | Gesamt:     | Gesamt:     | 62 %        |
| Jahresendposition            | –                | 681              | 199              | 146              | 169              | 100              | 114               | 110               | 58                | 77                | 14        |           | N/A         | N/A         | N/A         |

Zeichenerklärung: S = Turniersieg; F, HF, VF, AF = Einzug ins Finale / Halbfinale / Viertelfinale / Achtelfinale; 1, 2, 3 = Ausscheiden in der 1. / 2. / 3. Hauptrunde; KF (kleines Finale) = unterlegen im Spiel um Platz drei; RR = Round Robin (Gruppenphase); n. a. = nicht ausgetragen; a. K. = andere Kategorie; PO (Play-off) = Auf- und Abstiegsrunde im Billie Jean King Cup; K1, K2, K3 = Teilnahme in der Kontinentalgruppe I, II, III im Billie Jean King Cup.
Anmerkung: Diese Statistik berücksichtigt alle Ergebnisse im Einzel bei ITF- und WTA-Turnieren. Als Quelle dient die WTA-Seite der Spielerin. Dargestellt sind nur WTA-Turniere der Kategorien Premier Mandatory und Premier 5 (2009–2020) bzw. die WTA-Turniere der Kategorie 1000 (seit 2021).

### Doppel
| Turnier         | 2018 | 2019 | 2020 | 2021 | 2022 | 2023 | 2024 | 2025 | Karriere |
| --------------- | ---- | ---- | ---- | ---- | ---- | ---- | ---- | ---- | -------- |
| Australian Open | —    | —    | 1    | AF   | —    | VF   | AF   | —    | VF       |
| French Open     | 1    | —    | 1    | 1    | 2    | —    | 2    | —    | 2        |
| Wimbledon       | —    | —    |      | 2    | —    | —    | —    | VF   | VF       |
| US Open         | —    | AF   | —    | 1    | 1    | 1    | 2    |      | AF       |

## Kommentar zur Politik
Nach dem russischen Überfall auf die Ukraine im Februar 2022 fand Kalinskajas Kommentar dazu ein Echo in den internationalen Medien: Auf einen ihrer Tennisschuhe standen von Hand geschrieben die Wörter "No War".